# 2009 en mathématiques
Cet article présente les faits marquants de l'année 2009 en mathématiques.

## Prix
- Prix Abel en mathématiques : Mikhaïl Gromov

## Décès
- 1er janvier : Karl Nickel (né en 1924), mathématicien allemand.

- 2 janvier : Olgierd Zienkiewicz (né en 1921), mathématicien britannique.

- 19 février : Edmund Hlawka (né en 1916), mathématicien autrichien.

- 21 février : Ilya Piatetski-Shapiro (né en 1929), mathématicien russe puis israélien.

- 26 février : Jean-Yves Jaffray (né en 1939), mathématicien et économiste français.

- 27 février : Charalambos D. Aliprantis (né en 1946), économiste et mathématicien gréco-américain.

- 21 mars : Thierry Aubin (né en 1942), mathématicien français.

- 4 mai : Edward Stewart Kennedy (né en 1912), mathématicien et historien des sciences américain.

- 1er juin : Chung Kai-lai (né en 1917), mathématicien sino-américain.

- 23 juin : Robin Plackett (né en 1920), statisticien britannique.

- 3 juillet : Maria Assumpció Català i Poch (née en 1925), mathématicienne espagnole.

- 25 juillet : Herbert von Kaven (né en 1908), mathématicien allemand.

- 4 août : Hirotugu Akaike (né en 1927), statisticien japonais.

- 6 août : Antonia Ferrín Moreiras (née en 1914), mathématicienne espagnole.

- 23 août : Pierre Samuel (né en 1921), mathématicien français.

- 6 septembre : Daniel Schwartz (né en 1917), statisticien français.

- 12 septembre : Erich Leo Lehmann (né en 1917), statisticien américain.

- 27 septembre : Alice T. Schafer (née en 1915), mathématicienne américaine.

- 4 octobre : Joseph A. Zilber (né en 1923), mathématicien américain.

- 5 octobre : Israel Gelfand (né en 1913), mathématicien russe.

- 12 octobre : Frederick Rowbottom (né en 1938), logicien et mathématicien anglais.

- 24 octobre : Norman Levitt (né en 1943), mathématicien américain.